# Homolobus rugosus
Homolobus rugosus är en stekelart som beskrevs av Van Achterberg 1979. Homolobus rugosus ingår i släktet Homolobus och familjen bracksteklar. Inga underarter finns listade i Catalogue of Life.